# Coleophora vacciniella
Coleophora vacciniella là một loài bướm đêm thuộc họ Coleophoridae. Nó được tìm thấy ở Fennoscandia and miền bắc Nga to Pyrenees và Ý and from Pháp to România.
Ấu trùng ăn Vaccinium myrtillus, Vaccinium uliginosum and Vaccinium vitis-idaea. 